# チャールズ・ヤーキス
チャールズ・タイソン・ヤーキス（英語:Charles Tyson Yerkes [ˈjɜːrkiːz] YUR-keez、1837年6月25日 – 1905年12月29日)は、アメリカの起業家、投資家である。シカゴとロンドンの公共交通機関の発展に貢献した。

## フィラデルフィア時代
ヤーキスはフィラデルフィア近郊、ノーザン・リバティーのクエーカーの家庭に1837年6月25日に生まれた。ヤーキスの母親は産褥熱でヤーキスが5歳の時に死亡、その直後にヤーキスの父親はクエーカー以外と結婚したことでキリスト友会から追放されている。フィラデルフィアセントラル・ハイ・スクールの2年コースを卒業後、ヤーキスは17歳で地元の穀物ブローカーに就職した。1859年、22歳でブローカーとして独立し、フィラデルフィア取引所に参加した。
1865年までに投資銀行に業態を変更、地方債、州債、国債の販売に特化した。銀行の頭取だったヤーキスの父親のコネ、ヤーキス自身の政治的知人の活用や自らの才覚によって地域金融界や社交界で著名な存在となった。フィラデルフィア市財務官ジョセフ・マーサーの金融代理人としての職務中、ヤーキスは巨額の公金を投機的取引に投じたが、シカゴ大火による金融混乱で悲劇的失敗に終わった。債務超過に陥って市への支払いが不能になったことからヤーキスは窃盗罪に問われ、イースタン州立刑務所に36か月収監される宣告を受けた。
収監を免れるため、ヤーキスは2人の有力なペンシルベニア州の政治家に脅迫状を送った。当初脅迫状は効果を発揮しなかったが、この政治家2人の悪評が広まり、のちの大統領ユリシーズ・グラントなどの指導的政治家がヤーキスの暴露により次期選挙に悪影響が及ぶことを恐れるようになった。ヤーキスは非難を撤回することで免責となる提案を受け、7か月服役したのちこれを受け入れて釈放された。

## シカゴ時代

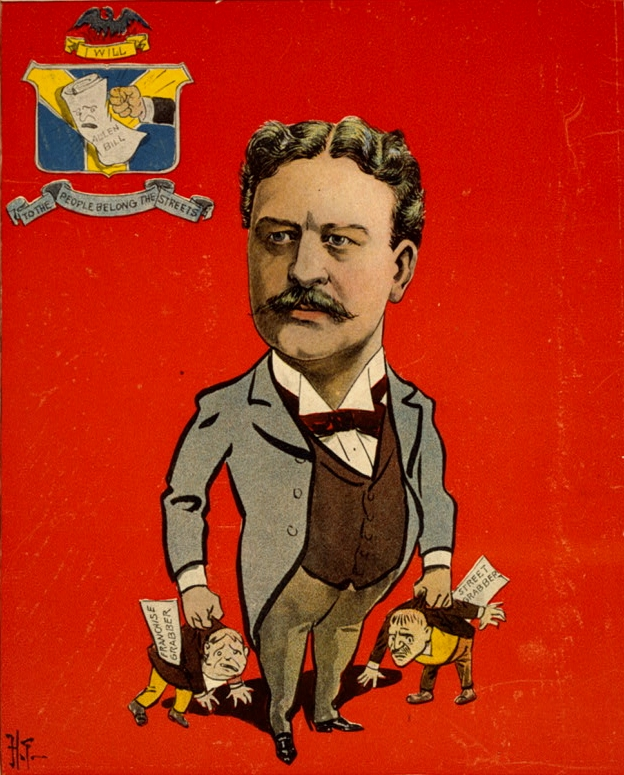
イリノイ州知事ジョン・ライリー・ターナーが署名した"Allen bill"と呼ばれるヤーキスにシカゴの公共交通機関の運営許可を与える法案に反対するシカゴ市長カーター・ハリソン・ジュニアを描いた1899年の風刺画

1881年、ヤーキスは離婚するためダコタ準州ファーゴを訪れ、その年の後半に離婚したうえシカゴに転居した。ヤーキスはシカゴで株と穀物のブローカーを開業、すぐにシカゴの公共交通機関整備計画に参画するようになった。1886年、ヤーキスと彼の協力者たちは複雑な金融取引で北シカゴ路面鉄道を買収、同様の手段でシカゴ北部及び西部の路面電車路線網の大半を手中に収めた。この過程ではヤーキスは賄賂や脅迫状もいとわなかった。
世間に流布した悪評を改善するため、ヤーキスは1892年、天文学者ジョージ・ヘールとシカゴ大学学長ウイリアム・レイニー・ハーパーのロビー活動を受けて当時世界最大の望遠鏡に出資することを決めた。当初望遠鏡だけの方針だったが、最終的には天文台全体に出資することになり、$300,000近くをシカゴ大学に拠出、ウィスコンシン州ウイリアムズ湾にヤーキス天文台と名付けられた天文台が建設された。
1895年、ヤーキスは路面電車路線網の運営権を拡大する活動に投資したが、イリノイ州知事ジョン・ピーター・オルトゲルドがこの運営権法案を廃案にした。ヤーキスは1897年に活動を再開、激しい争いののちイリノイ州議会は運営権拡大権付与の権限をシカゴ市議会に委譲した。運営権戦争と呼ばれた争いの舞台はヤーキスがそれまで常に成功してきた市議会に移されたが、カーター・ハリソン・ジュニア市長により部分的に改選された市議会は浮動票である市会議員"ヒンキー・ディンク"・カナと"バスハウス" ジョン・コフリンの票を得てヤーキスに勝利した。
1899年、ヤーキスはシカゴの公共交通機関の大部分の権利を売却し、ニューヨークに移った。

## 美術品収集

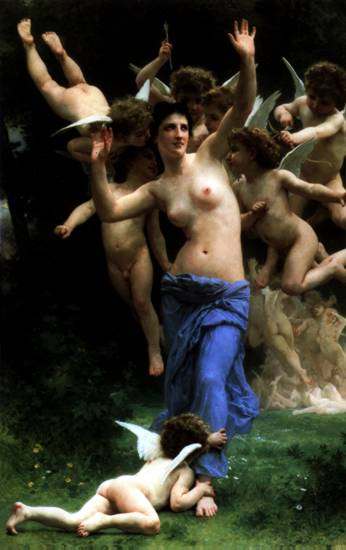
1893年のシカゴ万国博覧会のあとヤーキスが購入したウィリアム・アドルフ・ブグローの1892年の絵画"Invading Cupid's Realm"

シカゴ在住中、ヤーキスはサラ・タイソン・ハロウェル(1846年 – 1924年)の助言により貪欲に美術品を収集した。1893年のシカゴ万国博覧会の後、ハロウェルはヤーキスにフランスから出展されたオーギュスト・ロダンの作品を購入する様持ち掛けた。物議をかもすことを恐れたヤーキスは一旦購入を断ったが、すぐに変心して2つの彫刻「オルフェウス」と「キューピッドとプシュケ」をシカゴのマンションに飾るため購入した。この2つの彫刻はロダン作品として初めてアメリカ人収集家に売られたものである。
ヤーキスはアカデミー・フランセーズの画家ジャン＝レオン・ジェロームの「ピュグマリオンとガラテア」をはじめ、ウィリアム・アドルフ・ブグローの作品やバルビゾン派の画家の作品も収集した。1904年のニューヨーク居住時代、ヤーキスは2巻からなる自身が収集した美術品のカタログをCatalogue of paintings and sculpture in the collection of Charles T. Yerkes, esq.として刊行した。

## ロンドン時代
1900年8月、ヤーキスはロンドンを訪れ、地下鉄の計画線を視察、ハムステッド・ヒースからロンドン市街を眺望したのちロンドン地下鉄の形成に参画した。ヤーキスはディストリクト鉄道、建設中だったベーカーストリート・アンド・ウォータールー鉄道、チャリングクロス・ユーストン・アンド・ハムステッド鉄道、グレート・ノーザン・ピカデリー・アンド・ブロンプトン鉄道を支配するためロンドン地下電気鉄道を設立した。新線建設とディストリクト鉄道電化の資金をアメリカ時代と同様複雑な金融取引を駆使して調達した。ヤーキスの人生最後の成功のひとつとして、ロンドン地下鉄事業へのジョン・モルガンの参入を阻止したことがあげられる。ヤーキスは自身が手掛けたロンドン地下鉄各路線の開業を見ることはなかった。今日のベーカールー線の一部であるベーカーストリート・アンド・ウォータールー鉄道、ピカデリー線の一部であるグレート・ノーザン・ピカデリー・アンド・ブロンプトン鉄道が開業したのはヤーキスの死後数か月が経過した1906年であり、ノーザン線の一部となるチャリングクロス・ユーストン・アンド・ハムステッド鉄道が開業するのはその翌年夏である。

## 死と遺産

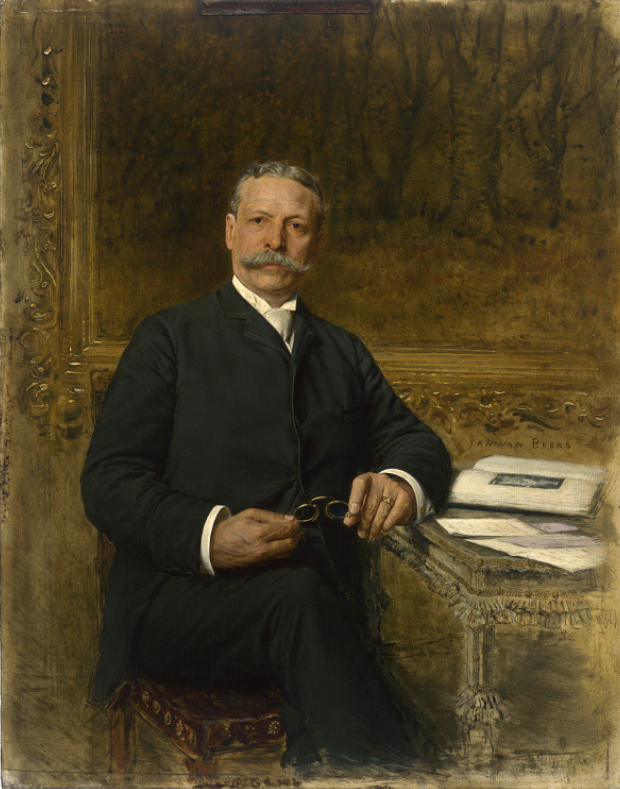
ヤン・ファン・ベールスが1893年に描いたヤーキスの肖像画

ヤーキスは1905年に腎臓病のためニューヨークで死んだ。ヤーキスの生涯はセオドア・ドライサーの小説 「フィナンシエ」、「タイタン」、「ストイック」の骨格となり、ヤーキスは物語の中で架空の人物フランク・コウパーウッドとして描かれている。
月のクレーター ヤーキスは彼の名にちなむものである。
ヤーキスと彼の妻マリーをヤーキスがひいきにしていたヤン・ファン・ベールスが描いた絵がワシントンD.C.のナショナル・ポートレート・ギャラリーに収められている。フィラデルフィアのトーマス・ムーアの娘であるヤーキスの妻はスイス生まれのアメリカ人画家アドルフォ・ミュラー・ウリ （1862年–1947年）に1892年に肖像画を描かせている。ミュラー・ウリは1893年にヤーキスのクエーカーだった祖父母の小型肖像画を描いている。